# 313 (getal)
313 is het natuurlijke getal volgend op 312 en voorafgaand aan 314.

## In de wiskunde
- 313 is een palindroompriemgetal – dit geldt voor het tientallige én het tweetallige stelsel.
- 313 is een viervoud plus 1, zodat dit priemgetal volgens de stelling van Fermat over de som van twee kwadraten kan worden geschreven als de som van twee kwadraten: {\displaystyle (12^{2}+13^{2})}.

## Overig
Driehonderddertien is ook:
- Het nummerbord van de auto van Donald Duck, afgeleid van zijn "geboortedatum" 13 maart 1934.
- Het jaar A.D. 313.
- Het jaar 313 v.Chr.